# 車場 (新潟市)
車場（くるまば）は、新潟県新潟市秋葉区の町字。現行行政地名は車場一丁目から車場五丁目と大字車場。住居表示は一丁目から五丁目が実施済み区域、大字が未実施区域。郵便番号は956-0011。

## 概要
1889年（明治22年）から現在までの大字。及び1982年（昭和57年）から現在までの町名。小阿賀野川左岸に位置する。
もとは江戸時代から1889年（明治22年）まであった車場新田の区域の一部で、地名は耕作地を順廻りに耕したことにちなむ。

### 隣接する町字
北から東回り順に、以下の町字と隣接する。
- 中野
- 結
- 市之瀬

※ 小阿賀野川を挟んで江南区二本木、割野と隣接。

## 歴史
1677年（延宝5年）に検地が行われた。

### 分立した町字
1889年（明治22年）以後に、以下の町字が分立。
あおば通（-どおり）
2005年（平成17年）12月17日に分立した町字。

### 年表
- 1889年（明治22年）4月1日 : 合併により荻野村の大字となる。
- 1901年（明治34年）11月1日 : 合併により荻川村の大字となる。
- 1939年（昭和14年）11月1日 : 合併により新津町の大字となる。
- 1951年（昭和26年）1月1日 : 新津町が市制を施行し、新津市の大字となる。
- 2005年（平成17年）3月21日 : 合併により新潟市の大字となる。
- 2007年（平成19年）4月1日 : 新潟市の政令指定都市移行により、秋葉区の大字となる。

## 世帯数と人口
2018年（平成30年）1月31日現在の世帯数と人口は以下の通りである。
| 大字・丁目 | 世帯数    | 人口    |
| ---------- | --------- | ------- |
| 車場       | 17世帯    | 55人    |
| 車場一丁目 | 237世帯   | 626人   |
| 車場二丁目 | 272世帯   | 659人   |
| 車場三丁目 | 345世帯   | 905人   |
| 車場四丁目 | 254世帯   | 649人   |
| 車場五丁目 | 186世帯   | 458人   |
| 計         | 1,311世帯 | 3,352人 |

## 小・中学校の学区
市立小・中学校に通う場合、学区は以下の通りとなる。
| 大字・丁目 | 番地 | 小学校             | 中学校                 |
| ---------- | ---- | ------------------ | ---------------------- |
| 車場       | 全域 | 新潟市立荻川小学校 | 新潟市立新津第二中学校 |
| 車場一丁目 | 全域 | 新潟市立荻川小学校 | 新潟市立新津第二中学校 |
| 車場二丁目 | 全域 | 新潟市立荻川小学校 | 新潟市立新津第二中学校 |
| 車場三丁目 | 全域 | 新潟市立荻川小学校 | 新潟市立新津第二中学校 |
| 車場四丁目 | 全域 | 新潟市立荻川小学校 | 新潟市立新津第二中学校 |
| 車場五丁目 | 全域 | 新潟市立荻川小学校 | 新潟市立新津第二中学校 |

## 主な企業・施設
- 新潟市立荻川小学校

## 交通
- 国道403号（新津バイパス）
- 新潟県道46号新潟中央環状線